# Afriqiyah Airways
Afriqiyah Airways (en arabe الخطوط الجوية الأفريقية) (code AITA : 8U ; code OACI : AAW) est une compagnie aérienne libyenne. Elle est interdite de vol dans l'UE, figurant sur la liste noire de l'union.

## Histoire

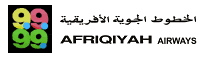
Ancien logo d'Afriqiyah

Elle fut fondée en 2001. Son nom signifie lignes aériennes africaines en arabe et en anglais et elle porte les couleurs panafricaines ainsi qu'un logo avec les chiffres 9.9.99 se référant à la déclaration de Syrte de 1999 qui a marqué le début de la transformation de l'Organisation de l'unité africaine en Union africaine. En effet, la compagnie a été créée dans une perspective panafricaine, où Tripoli constituerait un hub avec des correspondances entre des vols vers l'Afrique et vers l'extérieur, notamment l'Europe et le Proche-Orient.
Afriqiyah Airways est une société contrôlée à 100 % par le gouvernement libyen.
Elle a démarré en décembre 2001. Implantée en Europe depuis juin 2002 à Paris puis à Bruxelles en mai 2003, à Genève et à Londres en 2004, et à Amsterdam en 2006. Elle dessert depuis Rome et Düsseldorf et est installée à Lyon depuis l'été 2010.
287 personnes travaillent pour Afriqiyah Airways (en 2007).

## Destinations

### Afrique
- Égypte : Le Caire, Alexandrie
- Maroc : Casablanca
- Tunisie : Tunis, Sfax, Monastir

### Asie
- Jordanie : Amman
- Arabie saoudite : Jeddah

### Europe
- Turquie : Istanbul

## Flotte
Au mois de Janvier 2020, la flotte d'Afriqiyah Airways est composée des appareils suivants
| Avions           | En service | En commande | Sièges   | Sièges | Sièges | Notes                                                                 |
| Avions           | En service | En commande | Business | Eco    | Total  | Notes                                                                 |
| ---------------- | ---------- | ----------- | -------- | ------ | ------ | --------------------------------------------------------------------- |
| Airbus A300-600F | 1          | 0           | Cargo    | Cargo  | Cargo  |                                                                       |
| Airbus A319-100  | 2          | 0           | 16       | 96     | 112    |                                                                       |
| Airbus A320-200  | 7          | 0           | 16       | 126    | 142    |                                                                       |
| Airbus A330-200  | 2          | 0           | 30       | 200    | 230    |                                                                       |
| Airbus A330-300  | 1          | 0           | —        | —      | —      |                                                                       |
| Airbus A350-900  | 0          | 10          | —        | —      | —      | 6 versions -800 initialement commandées, transformées en version -900 |
| Total            | 13         | 10          |          |        |        |                                                                       |

## Incidents et accidents
- Le 12 mai 2010, un Airbus A330-200 (vol 771) s'est écrasé à proximité de l'aéroport international de Tripoli à 4 h UTC (6 h locale) en provenance de l'aéroport de Johannesburg en Afrique du Sud. 93 passagers et 11 membres d'équipage étaient à bord. Un enfant de 9 ans, de nationalité néerlandaise, a seul survécu. L'appareil devait ensuite repartir vers l'aéroport de Londres Gatwick sous le numéro de vol (8U912). Il s'agissait du 5A-ONG, livré en septembre 2009[3],[4].
- Le 23 décembre 2016, un A320 d'Afriqiyah avec 118 passagers en provenance de la Libye est détourné vers Malte. Les pirates, partisans du dirigeant Mouammar Kadhafi, se sont rendus et les otages ont été libérés.

## Galerie

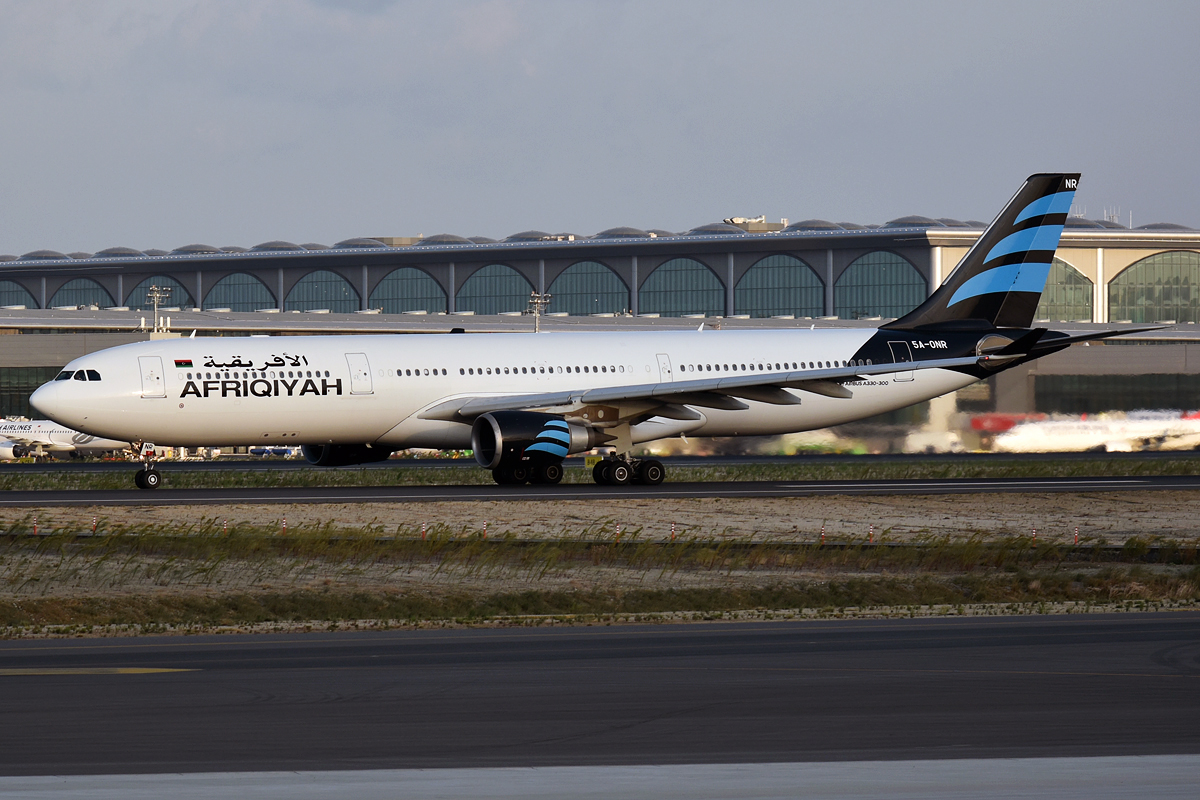
Airbus A330-300
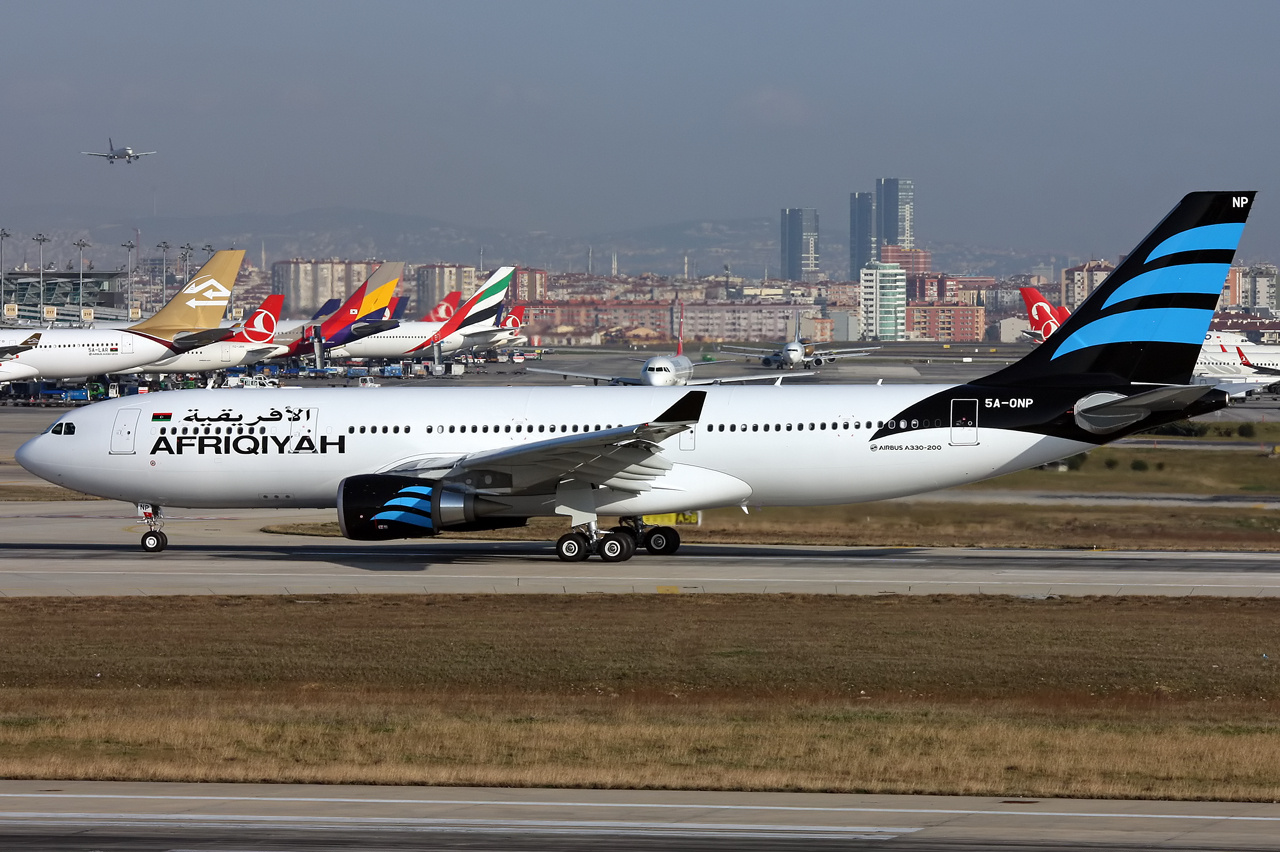
Airbus A330-200
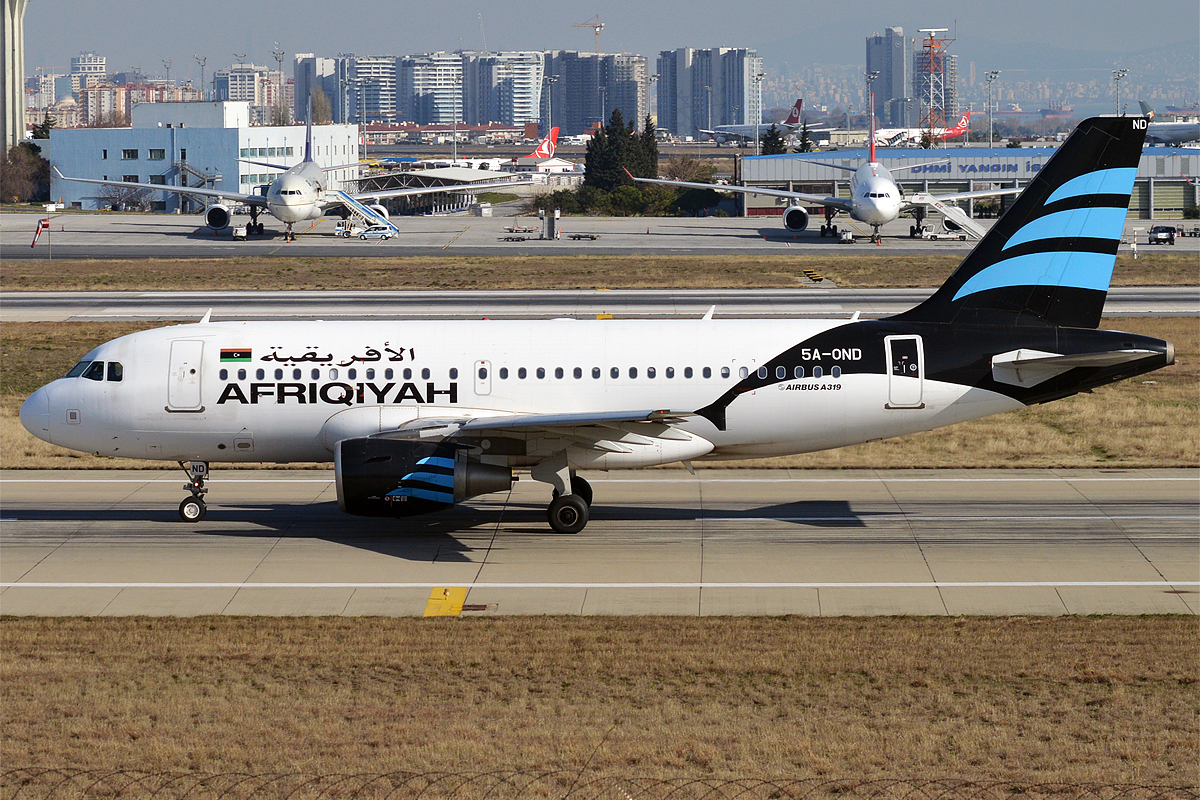
Airbus A319
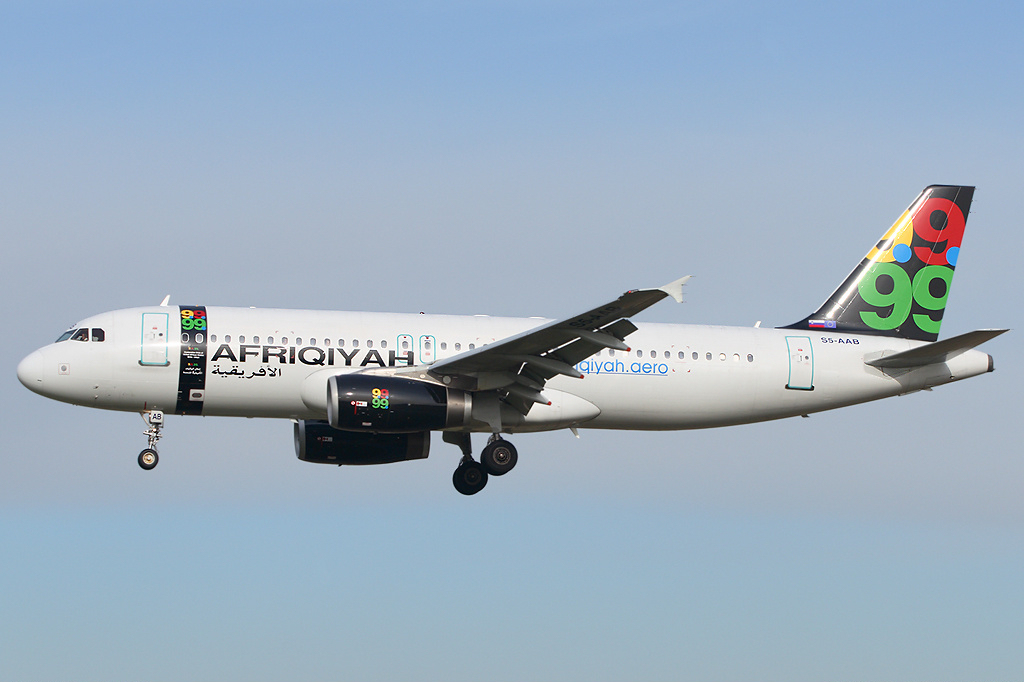
Airbus A320